# Jan Fiala (mineralog)
Jan Fiala (25. ledna 1870 Třebíč – 2. dubna 1952 Třebíč) byl český mineralog, muzejní kustod a strážník.

## Biografie
Jan Fiala se narodil v Třebíči, kde se vyučil obuvníkem, po skončení studia odešel na vojenskou službu. Následně pak pracoval v Třebíči jako městský strážník a později i jako policejní inspektor. Věnoval se také muzejnictví, kdy byl dlouhou část života kustodem třebíčského muzea, věnoval se mineralogii. Pátral po nových nalezištích v Třebíči a okolí, kdy primárně jeho zájmem byly moldavity, nerosty a horniny. Celkem shromáždil sbírku v počtu kolem čtyř tisíc exemplářů. Na konci života svoji sbírku po částech rozdělil do vysokoškolských sbírek v celé republice, např. část věnoval vysokým školám v Praze, Brně, Bratislavě a Košicích. Část sbírek věnoval také muzeím, nějakou část Národnímu muzeu (moldavity), část také brněnskému muzeu nebo muzeu v Třebíči.
V roce 1931 odešel do výslužby a věnoval se již pouze muzejní a mineralogické činnosti.